# بروکفیلد، کوئینزلند
بروکفیلد (به انگلیسی: Brookfield) یک حومه شهر در استرالیا است که در کوئینزلند واقع شده‌است.